# Edificio del Tribunal Testamentario de Nueva York
El Tribunal Testamentario de Nueva York (también conocido como el Salón de Registros y 31 de Chambers Street) es un edificio histórico situado en la esquina noroeste de las calles Chambers y Center en Civic Center, Manhattan, Nueva York. El edificio, terminado en 1907, fue diseñado en estilo Beaux Arts; por  John Rochester Thomas, que hizo los planos originales, mientras que Arthur J. Horgan y Vincent J. Slattery supervisaron las obras. Se sitúa enfrente del City Hall Park y el Tweed Courthouse. El Manhattan Municipal Building se sitúa al este.
Es un edificio de siete plantas con estructura de acero recubierta con una fachada de granito e interiores de mármol elaborado. Fue diseñado a prueba de fuego para albergar los registros de la ciudad de Nueva York forma segura. El exterior está decorado con cincuenta y cuatro esculturas de Philip Martiny y Henry Kirke Bush-Brown, así como una columnata de estilo corintio de tres pisos en las calles Chambers y Reade. El sótano del edificio alberga el Archivo Municipal. El quinto piso alberga el Tribunal Testamentario delCondado de Nueva York, que se encarga de los procedimientos de sucesiones del Sistema de Tribunales Unificados del estado de Nueva York.
Fue planificado en el siglo 19 para reemplazar a un edificio anterior del City Park; los planes para el edificio actual fueron aprobados en 1897 y se construyó entre 1899 y 1907, sufriendo varios retrasos debido a controversias financieras y técnicas. Rebautizado como Tribunal Testamentario de Nueva York, (Surrogate Courthouse) en 1962, el edificio ha sufrido pocas alteraciones a lo largo de su historia; es un Hito Histórico Nacional  y hito designado de la Ciudad de Nueva York.

## Localización
Se sitúa en el barrio de Civic Center de Manhattan, justo al norte de Parque de Sala de la Ciudad. Ocupa un manzana entero acotado por Calle de Cuartos al del sur, Center al este, Reade al del norte, y Ante al del oeste. Otros edificios cercanos y las ubicaciones incluyen 49 Cuartos y 280 Broadway al del oeste; el Ted Weiss Edificio Federal y Tierra de Entierro africano Monumento Nacional al noroeste; el Thurgood Marshall Estados Unidos Courthouse al nordeste; el Manhattan Edificio Municipal al este; y el Tweed Courthouse y Sala de Ciudad de la Nueva York al suroeste, dentro Parque de Sala de la Ciudad.
El suelo sufre una inclinación negativa sur-norte; la elevación del suelo original se situaba por debajo de Reade Street y cerca del nivel del mar. El área de alrededor alberga restos de un cementerio de afroamericanos. En el siglo 18 y a principios del 19  se hallaba una colina llamada "Pot Baker's" o "Potter's Hill", porque varias familias de la industria de la cerámica vivían o trabajaban cerca. El solar también incluía un almacén de piedra de la Compañía Manhattan desde 1799 hasta 1842, cuando se inauguró el Acueducto de Croton. A mediados del 19 siglo, el solar contenía pequeños edificios tipo loft. Antes de la finalización de Elk Street en 1901, el solar era parte de una manzana más grande delimitada por Broadway y Chambers, Center y Reade street.

## Historia
En 1831, la antigua Sala de Registros abrió al noreste de City Hall en el solar del "Nuevo Gaol", la prisión de la ciudad antigua, en City Park. El Espejo de York Nuevo describió el edificio original como de estilo griego, con un pórticos de columnas de mármol a cada lado, así como paredes de estuco, un techo cobrizo, y pisos de albañilería. En 1870, el edificio original fue ampliado con una planta más y se el añadió un techo" ignífugo. Esta primera Sala de Registros se volvió ruinosa con el tiempo y, ya en 1872, los abogados habían objetado al rundown condición del edificio. A pesar de ser ignífugo, este edificio usaba mucha madera en sus suelos y techos. La primera Sala de Registros era razed en 1903 y una entrada de metro a Brooklyn.

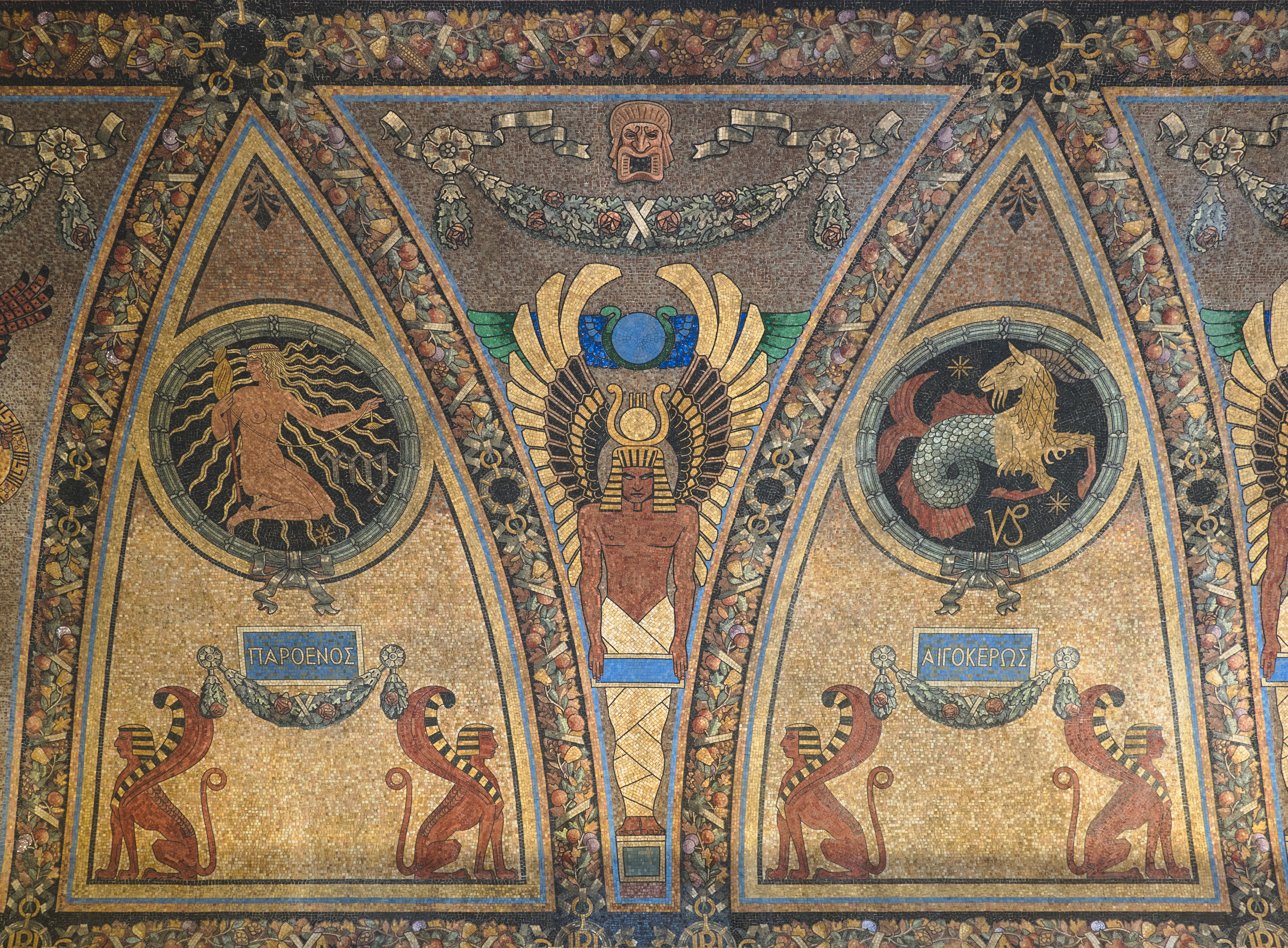
Segmento del mosaico de techo por William de Leftwich Dodge

### Planificación
En marzo de 1896, un gran jurado había informado de que era inseguro y susceptible a destrucción por fuego". El Departamento de Salud de la Ciudad de Nueva York repetidamente condenó las condiciones del edificio antiguo.
En un noviembre 1896 en una reunión de la Junta de Estimación de la Ciudad de Nueva York, Ashbel P. Fitch, el interventor de la ciudad de Nueva York, propuso crear un comité para seleccionar la ubicación para la nueva sala de registros que se construiría. Una coalición de abogados, empresarios, promotores inmobiliarios, y propietarios formaron el mes próximo para defender sus propiedades ante la próxima construcción. Al mismo tiempo, el gobierno de ciudad prefirió que los nuevos edificios municipales debían ser levantados en el área de alrededor de City Park, en vez de dentro del parque, como la antigua Sala de Registros.
La legislatura estatal autorizó la construcción en 1897, y la Junta de Estimaciones recomendó un sitio en el lado oeste de Center Street, entre Reade y Chambers Streets. El sitio fue aprobado en abril de 1897 a pesar de la objeción de Fitch, quien creía que un sitio más al norte sería más barato. La aprobación del solar incluyó la ampliación de Olm Stret hacia el sur de Reade a Chambers Streets formando la frontera occidental del solar, completado en 1901.
Thomas fue elegido indirectamente como arquitecto en el segundo de los cuatro concursos de diseño arquitectónico para el edificio Municipal de Manhattan, celebrado entre 1892 y 1894. De los 134 planos presentados, se eligieron seis diseños finalistas en 1894. En febrero de 1896, la Comisión Municipal de Construcción de la Ciudad de Nueva York otorgó a Thomas el primer premio en el concurso de diseño, que incluyó su empleo como arquitecto del edificio municipal. Sin embargo, el edificio municipal para el que Thomas había preparado los planos se canceló en 1894. Thomas fue seleccionado como arquitecto del Salón de los Registros a instancias del entonces alcalde William Lafayette Strong. Según el crítico de arquitectura Montgomery Schuyler, Strong le había recordado al Board of Estimate que Thomas "merecía algún consuelo por un fracaso que no había ocurrido por causas ajenas a él". Thomas presentó sus planes a la Junta de Estimaciones en mayo de 1897, que los remitió a un comité compuesto por Schuyler, el arquitecto William Robert Ware y el filántropo Henry Gurdon Marquand. La Junta de Estimaciones los aprobó y autorizó las ofertas para la construcción del edificio en noviembre de 1897.

#### Inicio de construcción
Trece empresas presentaron ofertas por granito en diciembre de 1897; John Peirce ganó el contrato para suministrar granito blanco de Hallowell. Las dificultades para adquirir los solares para el edificio retrasaron el inicio de las obras. Algunos de los edificios que formaron el solar fueron comprados a principios de 1898. Sin embargo, otros propietarios se resistieron a la expropiación de su propiedad a través de la dominio eminente. La resistencia de un terrateniente, la familia Wendel, que poseía una gran cantidad de propiedades en Manhattan y seguía la política de "nunca vender nada", requirió que la legislatura estatal aprobara una ley especial para obtener la pequeña porción del solar propiedad de los Wendel. Los arrendatarios también objetaron el hecho de que no serían compensados por los términos no vencidos de sus contratos de arrendamiento. Para complicar aún más el proceso de construcción, hubo varios competidores por el solar, como el futuro edificio municipal y un nuevo palacio de justicia del condado, ambos en 1900. Todavía en 1904, existían planes para convertir el edificio casi completo en un ala de un nuevo palacio de justicia del condado.
El trabajo en los cimientos comenzó a principios de 1899, pero se detuvo después de unos noventa días. La principal razón fue la falta de financiación; varias autorizaciones de bonos para el edificio se habían retrasado por diversas razones. Peirce presentó una demanda en julio de 1898 para recibir el pago por el granito que había suministrado, y la Corte Suprema del Estado emitió un mandato para autorizar una emisión de bonos para pagar a Pierce. El Ayuntamiento aprobó un proyecto de ley a tal efecto en agosto 3. El Concejo Municipal adoptó una resolución en una votación contenciosa la semana siguiente autorizando la emisión de 2.1 millones de dólares en bonos (alrededor de 56 millones hoy) para la construcción del edificio; el presidente del Concejo Municipal, Randolph Guggenheimer, fue llamado para emitir el voto decisivo.
Mientras tanto, Robert Anderson Van Wyck, afiliado a Tammany Hall ganó las elecciones a la alcaldía de 1897, y poco después de su toma de posesión, acusó a la Administración Strong de un diseño extravagante. Desde las elecciones, Van Wyck había querido nombrar a Horgan y Slattery, que eran amigos de la maquinaria política de Tammany, como arquitectos del proyecto. En 1899, el alcalde contrató a una empresa para realizar un informe sobre posibles formas de reducir el costo del mobiliario interior. El costo interior original era de 2.5 millones de dólares (alrededor de 67 millones hoy en día). Siguiendo las recomendaciones de Horgan y Slattery, la asignación interior se redujo en 1 millón (alrededor de 27 millones hoy), ya que las superficies interiores debían estar hechas de cemento en lugar de mármol. La Junta de Estimaciones recibió varias ofertas para la decoración de interiores a mediados de 1900, pero las rechazó todas, porque la oficina del Interventor había recibido "una serie de quejas" de que Thomas había mostrado favoritismo hacia ciertos contratistas. Guggenheimer colocó la piedra angular ceremonial del edificio en una ceremonia el 13 de abril de 1901

### Cambio de arquitecto y finalización
El trabajo había progresado ligeramente cuando Thomas murió el 28 de agosto  de 1901. Bajo la presión de Van Wyck, la Junta de Estimaciones nombró a Horgan y Slattery como los nuevos arquitectos dos semanas después, lo que llevó a la firma de Thomas a demandar por daños y perjuicios. El New York Times criticó el cambio en los planes como una "organización y un matiz" del diseño original de Thomas. El interventor Bird S. Coler protestó contra el nombramiento de Horgan y Slattery, y Fitch se negó a entregar los planes de Thomas a Horgan y Slattery; la empresa no podía cobrar tarifas a menos que tuviera los planes. Después de que Seth Low ganó las elecciones a la alcaldía de la ciudad de Nueva York en 1901, intentó sin éxito cancelar el contrato de Horgan y Slattery, aunque logró limitar el número de cambios realizados en el plan de Thomas. En octubre de 1902, se tomó la decisión de demoler el antiguo Salón de Registros, y al final del año, los registros se trasladaron a una localización temporal en el Edificio Morton, en Nassau Street. A principios de 1903, la Junta de Estimaciones decidió aprobar los planos originales de Thomas para el interior del nuevo edificio.
Surgieron controversias después de la selección de Martiny y Bush-Brown como escultores para el edificio. Los críticos dijeron que los dos escultores no pudieron realizar las esculturas con las especificaciones requeridas en un período de tiempo lo suficientemente corto, mientras que la Comisión Municipal de Arte de la ciudad objetó que Horgan y Slattery nunca les habían presentado planos generales para las esculturas y decorativos. El alcalde Low confirmó los contratos escultóricos en junio de 1903, que se estimaron en 75,000 dólares. Las estatuas se instalaron a mediados de 1903, pero no se instalaron durante varios años, porque la Comisión Municipal de Arte se negó a aprobarlas hasta 1906.
Se programó la mudanza de tres departamentos de la ciudad al nuevo edificio Hall of Records en mayo de 1904, cuando expiraran los contratos de arrendamiento de sus instalaciones actuales. Sin embargo, el edificio aún no estaba terminado, a pesar de las garantías hechas el año anterior por Jacob A. Cantor, presidente del distrito de Manhattan. En un intento por acelerar la ocupación del edificio, la instalación de murales se había retrasado. Se anunciaron más retrasos en 1905, con el anuncio de que Horgan y Slattery remodelarían el interior aún no completo por $ 500,000. Los contratistas dieron varias excusas por las demoras después de una consulta de la Junta de Estimaciones.

### Principios a mediados delsigloXX

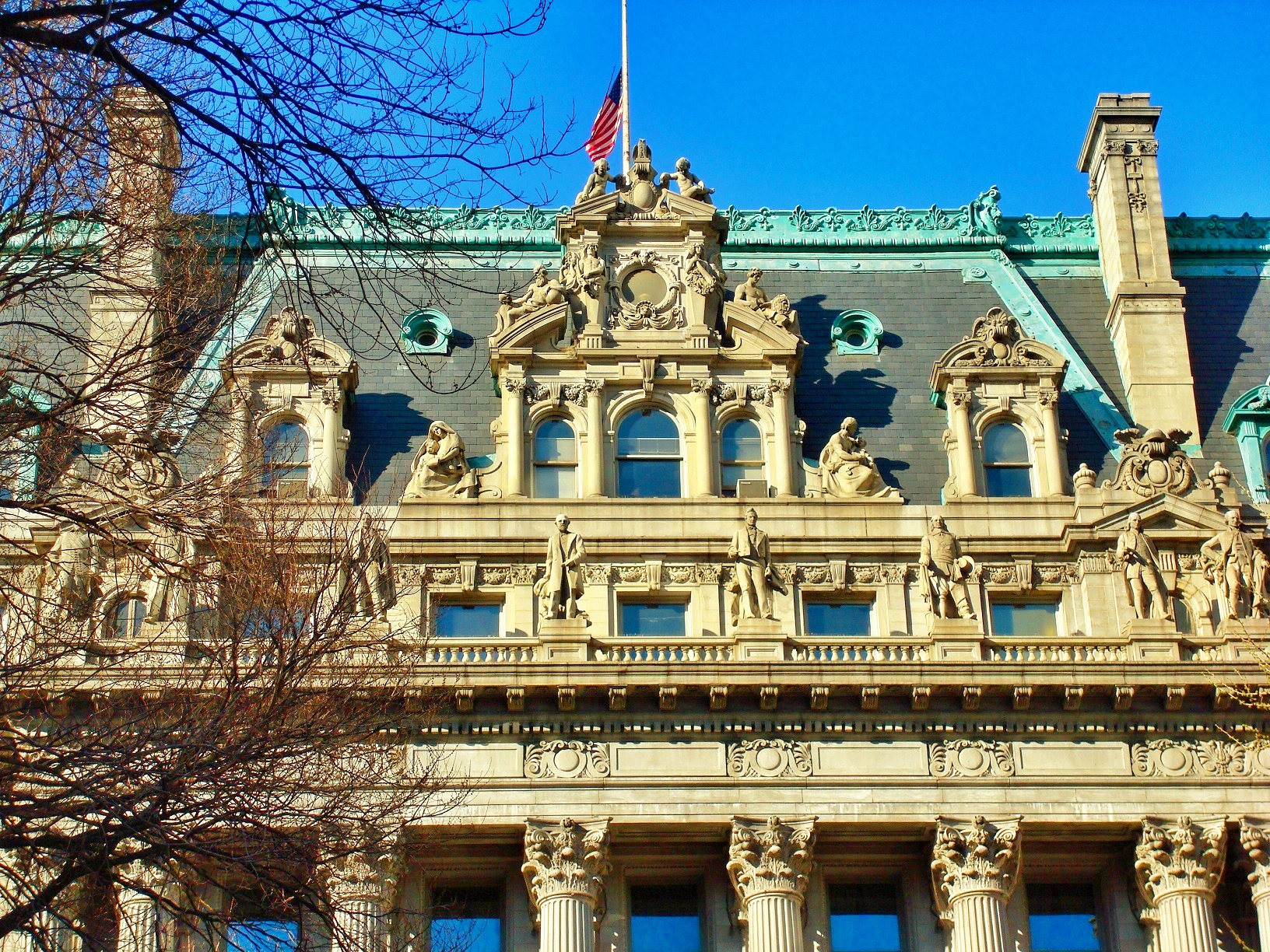
Detalle de la fachada de la calle Chambers

El edificio empezó a ser ocupado en diciembre de 1906. Poco después de la inauguración del edificio, los medios de comunicación informaron que parte del "mármol" del edificio estaba hecho de yeso. Sin embargo, esto era coherente con el contrato de construcción que pedía "enriquecimiento de yeso". Esta sustitución no fue el resultado de la corrupción, sino el resultado de los numerosos cambios en los planes bajo las administraciones de tres alcaldes. Tras la finalización del edificio, Horgan y Slattery afirmaron que su costo final fue de 5.063 millones de dólares,  mientras que otras estimaciones sitúan el costo en $ 10 millón. En cualquier caso, a pesar de los gastos del edificio del Hall of Records y del costo de mantenimiento anual de 90,000$, el New-York Tribune informó en 1907 que el edificio ya estaba sucio y que algunos muebles habían sido dañados de un modo descrito como "poco menos que criminal".
Desde el principio, el edificio albergó los departamentos de finanzas, impuestos y evaluaciones y derecho de la ciudad de Nueva York, así como para el Registro del Condado de Nueva York, el Secretario del Condado y el Tribunal de Sucesiones. Otras agencias y organizaciones también ocuparon el edificio. La Comisión del Túnel Vehicular se estableció en 1919, igual que una oficina de empleo para soldados.
Los ascensores originales del edificio funcionaron durante varias décadas y, a lo largo de los años, el número de ascensores se redujo de diez a seis. Las fallas en el sistema de ascensores habían provocado varias muertes, lo que ocasionaba que los operadores de ascensores se mostraban reacios a llevarlos. El gobierno de la ciudad gastó varios cientos de miles de dólares para reparar los ascensores defectuosos durante las décadas de 1930 y 1940, y en 1953 se instalaron nuevos ascensores en el edificio Se hizo otra modificación a la fachada este en 1959, cuando se quitaron las estatuas que flanqueaban la entrada de Center Street debido al trabajo de ensanchamiento de la calle y la expansión de la estación de metro subyacente.

### Finales delsigloXXhasta la actualidad
En octubre de 1962 el Consejo de la Ciudad de Nueva York adoptó una resolución para cambiar el nombre del edificio Tribunal de Sucesiones, ya que el tribunal homónimo ocupaba la mayor parte del edificio. A mediados de la década de 1960, el gobierno de la ciudad de Nueva York propuso un nuevo edificio municipal en Civic Center, que implicaba el derribo de varios edificios circundantes, incluido el tribunal de Sucesiones, ya que los arquitectos del nuevo edificio planeado querían que su nuevo edificio y el Ayuntamiento fueran las únicas estructuras de City Hall Park. Los planes de remodelación fueron finalmente descartados durante la crisis fiscal de la ciudad de Nueva York de 1975.
Durante una renovación del Edificio Municipal en la década de 1970, el Centro de Referencia Municipal se trasladó al Palacio de Justicia Subrogado. El Departamento de Registros y Servicios de Información (DORIS) fue fundado en 1977, con su sede en el primer piso del Palacio de Justicia de los Sustitutos. DORIS combinó las funciones del Centro de Referencia Municipal con las del Centro de Archivos y Registros Municipales, una agencia separada. En 2015 se trasladó aquí el centro de intercambio de energía, ocupando un 5500 pies cuadrados (51 096,7 dm²) de antiguas salas de audiencias y como escenario de filmación para la ciudad televisiva Law & Order. Ya en el siglo XXI, el edificio ya no tenía suficiente espacio para los registros de la ciudad, por lo que en 2017, DORIS comenzó a trasladar los registros a los Archivos del Estado de Nueva York, así como a los Archivos Municipales en el sótano del edificio.
Entre 2016 y 2020, Urbahn Architects restauró el tragaluz del vestíbulo, lo que implicó reemplazar varias partes del marco de acero corroído y agregar réplicas de las vidrierass, este proyecto recibió el Premio de Preservación Lucy Moses 2020 de la Conservación de Monumentos Históricos de Nueva York.

## Recepción crítica
El edificio ha recibido multitud de críticas positivas. Tras la finalización del edificio, el Brooklyn Daily Eagle dijo: "El exterior de la gran masa de granito en las calles Chambers y Center atrae al interesado en la arquitectura, pero el interior es una grandiosa revelación, y probablemente no haya nada parecido en cualquier ciudad de la Unión ". Montgomery Schuyler, que había estado en el comité que aprobó los planes de Thomas, escribió en 1905 que "el Salón de los Registros se acerca más que cualquier otro edificio público de Nueva York a recordar" lo que él describió como una cualidad "parisina". Schuyler dijo que su diseño "ha reproducido el efecto de monumentos con un diseño mucho más simple".

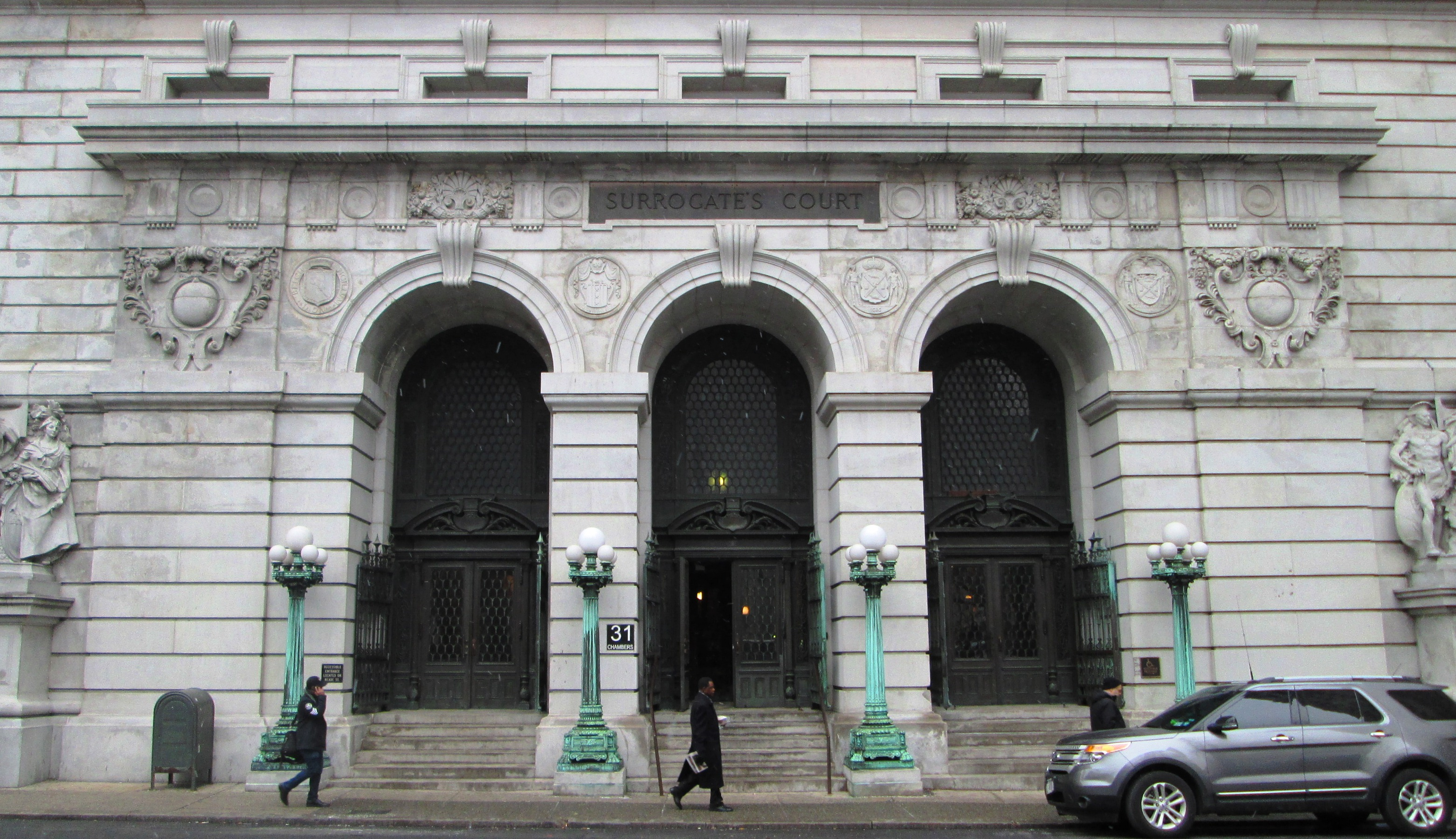
Entrada de Chambers Street

Gran parte de las críticas hacia el edificio han sido positivas. Tras su finalización, el Brooklyn Daily Eagle dijo: "El exterior del gran bloque de granito en las calles Chambers y Center puede atraer al ojo artístico, pero el interior es una revelación positiva, y probablemente no haya nada parecido en cualquier ciudad de la Unión ". Montgomery Schuyler, que había estado en el comité que aprobó los planes de Thomas, escribió en 1905 que "el Salón de los Registros se acerca más que cualquier otro edificio público de Nueva York a recordar" lo que él describió como una cualidad "parisina". Schuyler dijo que el diseño "ha reproducido el efecto de los monumentos diseñados en condiciones mucho más simples".
El crítico de arquitectura Paul Goldberger declaró que el interior del edificio era uno de los mejores interiores de la ciudad. Él comparó el edificio favorablemente con dos edificios contemporáneos del bajo Manhattan, el la Cámara de Comercio y la Aduana. La Comisión de Preservación de Monumentos Históricos de la Ciudad de Nueva York describió como "representativo de un período en el que la Ciudad de Nueva York se sintió mayor de edad".
El exterior del Palacio de Justicia del Surrogate se convirtió en un hito designado por la ciudad de Nueva York en 1966, mientras que el interior fue designado de manera similar en 1976. El edificio fue incluido en el Registro Nacional de Lugares Históricos en 1972, y también fue designado Monumento Histórico Nacional en 1977. El Tribunal Testamentario se encuentra dentro de dos distritos históricos. Es parte del Cementerio Africano y del Distrito Histórico de los Comunes, que fue designado distrito histórico de la ciudad en 1993. El edificio también es parte del distrito histórico del cementerio africano, un distrito histórico nacional.

## Diseño
Fue diseñado en el estilo Beaux-Arts, por John Rochester Thomas. Después de su muerte, Arthur J. Horgan y Vincent J. Slattery supervisaron su finalización. Su empresa relativamente desconocida tenía conexiones con la organización políticamente poderosa Tammany Hall de la época. El diseño final se ajusta en gran medida a los planes originales de Thomas, aunque Horgan y Slattery fueron los principales responsables de la ornamentación escultórica. Fay Kellogg, quien diseñó la prominente escalera doble en el vestíbulo del edificio, ayudó a preparar los planos para el Salón de los Registros.  El edificio ha sufrido relativamente pocas modificaciones desde su finalización en 1907.
Las fachadas de granito envuelven el marco estructural del edificio, mientras que los interiores están finamente elaborados en mármol. Tiene siete plantas El edificio fue diseñado a prueba de fuego para albergar los registros en papel de la ciudad de manera segura. Los espacios interiores han sido muy usados en rodajes de cine y televisión y se han utilizado en muchos comerciales, series de televisión y películas. Además de albergar el Tribunal Testamentario de Nueva York condado de Nueva York, el edificio contiene los Archivos Municipales de la Ciudad de Nueva York y la Biblioteca del Ayuntamiento del Departamento de Registros y Servicios de Información de la Ciudad de Nueva York (DORIS), y el Departamento de Cultura de la Ciudad de Nueva York.

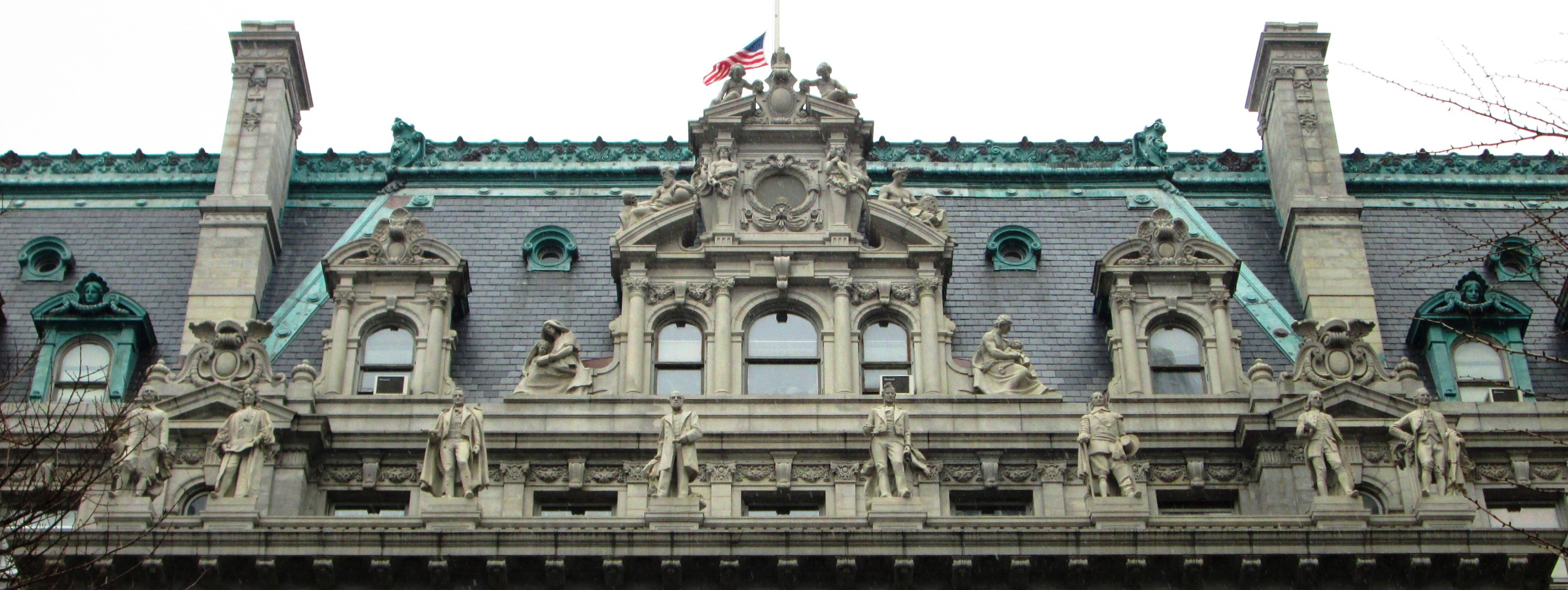
Detalle de una mansarda.

Su fachada es de granito de Hallowell, Maine, con sillería. Está dividido verticalmente en una base rústica de dos plantas, una sección de tres plantas, un sexto y un séptimo formando una mansarda. Las fachadas norte y sur se dividen verticalmente en cinco tramos, con múltiples ventanas en cada piso en las secciones centrales, mientras que las fachadas oeste y este se dividen en tres secciones.

### Exterior
En el centro de la fachada sur (Chambers Street) se encuentra la entrada principal, tres puertas arqueadas de doble altura, cada una de las cuales contiene un par de puertas y una ventana con rejas de bronce. Las puertas están flanqueadas por columnas de granito, cada una de ellas fundida en una sola losa de granito y rematada por capiteles compuestos modificados. Esta entrada fue revestida completamente con mármol de Siena al finalizar el edificio. Hay entradas laterales en los centros de la fachada occidental (Elk Street), desde la cual hay un pequeño tramo de escalones, y este (Center Street). La fachada de Reade Street contiene una entrada accesible para sillas de ruedas.
En las fachadas norte y sur, las cinco ventanas centrales del tercer al quinto piso están flanqueadas por una Columnata de estilo corintio saliente con cuatro columnas individuales entre dos columnas pareadas en cada extremo. En las cuatro fachadas, las secciones más externas están diseñadas con aberturas de ventanas en el segundo, tercer, quinto y sexto piso, y esculturas alrededor de las ventanas de ojo de buey en el cuarto piso. Las seis ventanas restantes en el norte y el sur, y las nueve ventanas centrales en el oeste y el este, están ligeramente empotradas detrás de las secciones de los extremos, con diferentes diseños de ventanas en cada piso. Un entablamento y una cornisa corren por encima del quinto piso, y otra cornisa corre por encima del sexto piso. La séptima historia contiene buhardillas ventanas talladas con capuchas, que sobresale de la mansarda en todos excepto en las bahías finales.
El exterior presenta cincuenta y cuatro esculturas realizadas por Philip Martiny y Henry Kirke Bush-Brown. Martiny realizó los principales grupos escultóricos, mientras que Bush-Brown diseñó las esculturas de pequeño tamaño. Como el resto de la fachada, las estatuas fueron talladas en granito Hallowell.
En las calles Chambers y Center, Martiny talló 24 figuras de pie en el sexto piso, debajo de la cornisa. Estas esculturas representan figuras importantes del pasado de la ciudad, incluidos Peter Stuyvesant, DeWitt Clinton, David Pietersen De Vries y los alcaldes Caleb Heathcote, Abram Stevens Hewitt, Philip Hone, Cadwallader David Colden y James Duane. Martiny también diseñó los grupos de esculturas que flanquean las entradas de Chambers y Center Street. Tres esculturas flanquean la entrada de Chambers Street, mientras que dos originalmente flanqueaban la entrada de Center Street. Las esculturas de Center Street, que representan Justicia y Autoridad, fueron eliminadas en 1959; fueron trasladados al Palacio de Justicia del Condado de Nueva York.
En los cuatro lados, Bush-Brown diseñó grupos de figuras alegóricas para el ático. Las figuras estaban dispuestas en posturas de pie, sentado o reclinado. Las figuras que representan el patrimonio y la maternidad están en la base de la buhardilla central en Chambers Street. Sobre la buhardilla central de Chambers Street hay un reloj con una esfera que mide 4 pies (1,2 m) ancho, flanqueado por figuras de Poesía y Filosofía y coronado por cuatro querubines y dos cariátides. Una buhardilla similar en el centro de Reade Street tiene figuras que representan instrucción, estudio, derecho e historia. La buhardilla central de Center Street tiene figuras de Inscripción y Custodia y la buhardilla central en el lado oeste tiene Industria y Comercio.

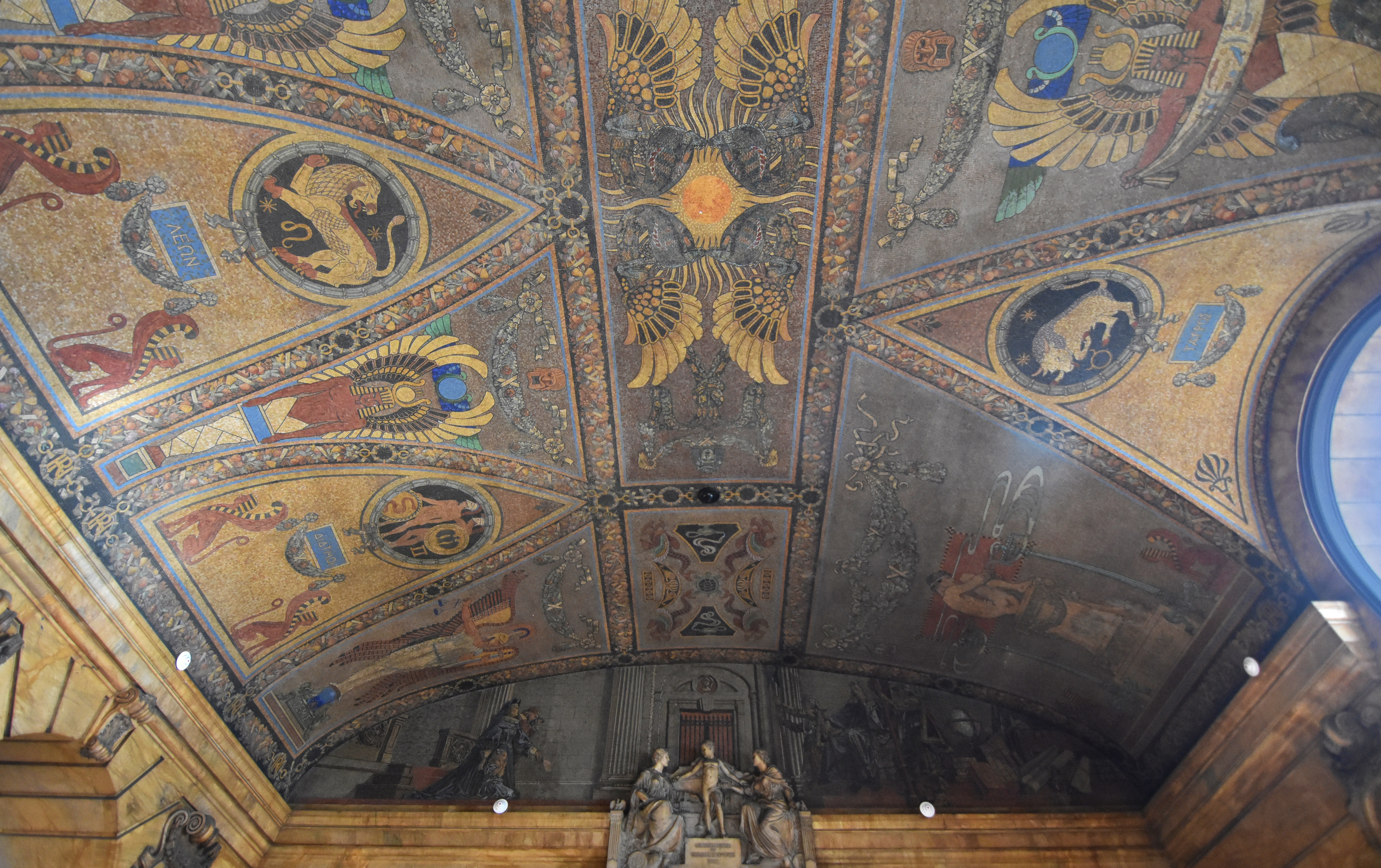
Calle de cuartos vestibule techo, por William de Leftwich Dodge

## Interior

### Planta baja
Tras la entrada de Chambers Street se sitúa un vestíbulo rectangular, con paredes revestidas de mármol amarillo. Justo enfrente de las puertas hay una arcada con Cartucho egipcios. Puertas dobles de caoba se sitúan dentro de marcos de mármol en cada extremo del vestíbulo. El escultor alemán Albert Weinert realizó dos grupos escultóricos de mármol, uno por encima de cada juegode puertas; estos describen la compra de Isla de Manhattan en 1624 y la creación de la Ciudad de Nueva York en 1898 más Grande. El techo elíptico contiene mosaicos de William de Leftwich Dodge. De los cuatro mosaicos, tres describe el proceso de sucesión (en referencia al Tribunal de Sucesiones) y el otro describe la continuidad de los registros. Los tableros de mosaico triangular del techo describen motivos egipcios y griegos junto con señales de zodíaco. Los azulejos de mosaico son mayoritariamente colored rojo, verde, y azul encima atenuar oro. El vestibule también contiene un candelabro de bronce, radiadores ornamentados del mismo material y un suelo de mármol formando recuadros.
También existen vestíbulos de entrada más pequeños en los extremos oeste y este del edificio; son en gran parte similares, excepto por los escalones fuera del vestíbulo oeste. Cerramientos decorativos de bronce y vidrio enmarcan las puertas, mientras que hay lunetas sobre las dos puertas laterales de los vestíbulos. En las bóvedas de techo elípticas de estos vestíbulos, Dodge también diseñó mosaicos engastados en vidrio. Los mosaicos son generalmente azules y dorados, pero tienen franjas decorativas en verde y rosa. El techo está dividido en varios paneles con elementos decorativos como guirnaldas, urnas y rollos de acanto.

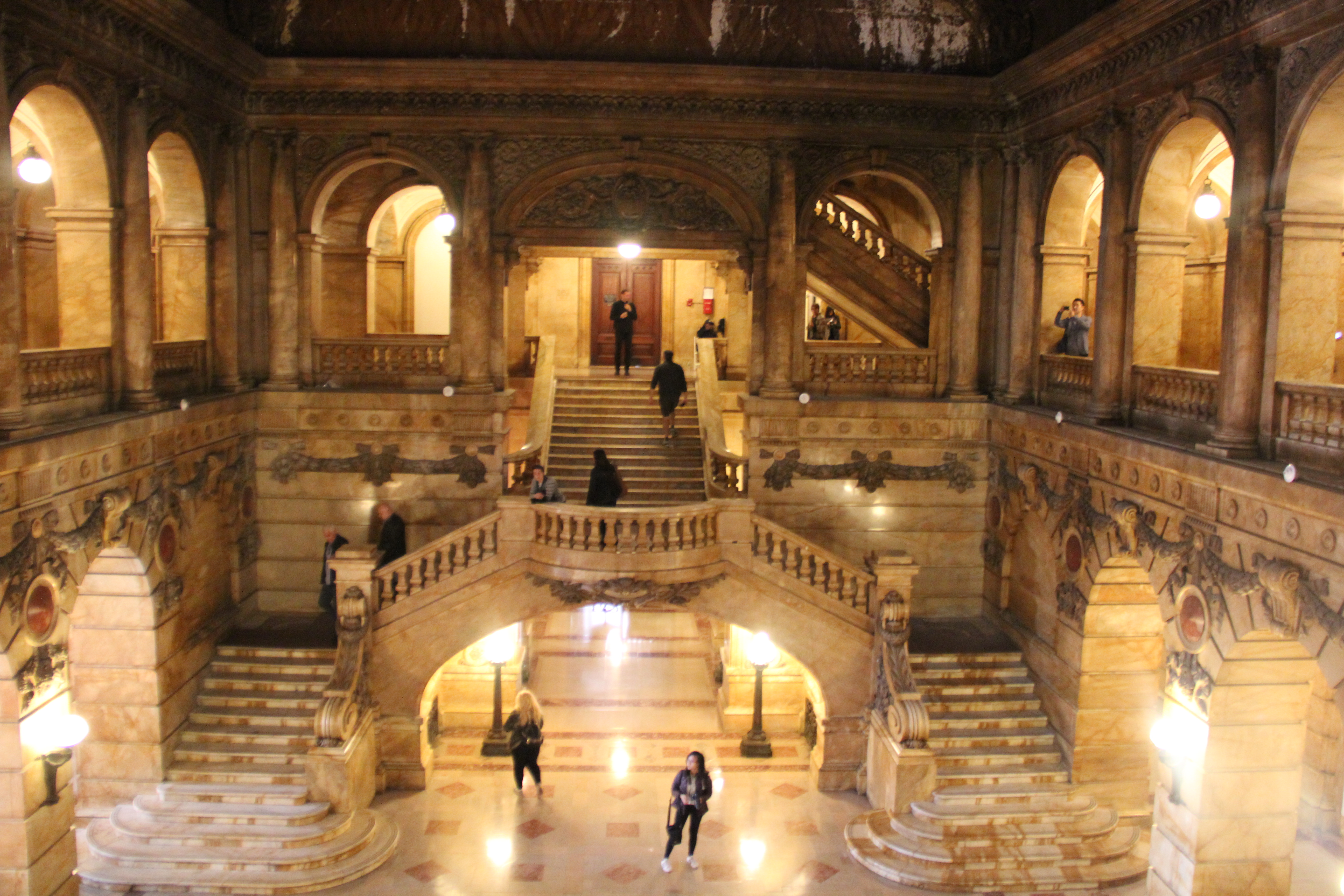
Vista del principal lobby, con una escalera que dirige al segundo piso

Los vestíbulos conducen al gran hall, de tres plantas inspirado en la Ópera Garnier, la casa de ópera de la Ópera de París. es de mármol amarillo Sienna. Rodeando el hall en el primer piso es una galería arqueada. Un escalera doble de mármol ascendiendo dos tramos hasta un rellano intermedio, donde un solo tramo conduce al segundo piso. En el segundo piso hay una galería de columnas jónicas.  El techo tiene una bóveda elíptica de bronce que alcanza la altura del tercer piso. con un tragaluz de 12 por 18 m.
Los pasillos del primer piso tienen paredes y suelos de mármoles multicolores, con techos abovedados con candelabros. Hay puertas dobles de caoba empotradas que conducen a las oficinas, así como rondas de mármol rojo sobre cada entrada. Los elementos de servicio, como las cajas de fusibles, están contenidas en cajas de bronce. Los arcos de la galería del segundo piso dividen la galería en secciones. Dentro de cada bahía, hay techos abovedados poco profundos que se apoyan en pechinas decorativas, y una cornisa corre debajo de cada cúpula. En las paredes, hay aberturas arqueadas con puertas dobles de caoba. Sobre la escalera doble en el vestíbulo, una escalera con balaustrada se eleva desde la galería del segundo piso al tercer piso, con un rellano intermedio sobre la escalera doble.

### Plantas superiores
La tercera, cuarta y quinta plantas son similares en distribución y rodean el patio de luces que se sitúa sobre el hall. Estos plantas están conectados por una escalera similar a la principal. Sus suelos están hechas de mosaicos y las paredes consisten en paneles de mármol veteado de gris. Cada piso contiene diferentes diseños decorativos en los marcos que rodean las puertas y en las aberturas que dan al patio de luces.
Las dos salas de audiencias manejan los procedimientos de sucesiones del Sistema de Tribunal Unificado. Las salas presentan diseños similares, con variaciones en los detalles. Las salas de audiencias tienen techos de yeso con paneles dorados, relieves decorativos y candelabros ornamentados. La sala de audiencias norte está acabado en caoba de Santo Domingo y cuenta con cuatro paneles tallados que muestran la sabiduría, verdad, civilización y degradación, así como seis motivos y varios retratos. La sala sur está acabada en roble inglés, con elementos decorativos de estilo renacentista francés Frente a cada sala de audiencias hay un balcón de mármol, al que se accede por escaleras en las respectivas salas de audiencias. También hay chimeneas tallada de mármol y doradas en bronce de Tiffany & Co. El séptimo piso y el ático albergaron los registros de la ciudad encima baldas de acero hasta 2017.